# De Uitweg
De Uitweg was een Nederlands Hervormde kerk aan de straat Tussen Meer op de hoek met de Baden Powellweg in Amsterdam-Osdorp. De kerk is vernoemd naar de Uitweg die tot de bouw van Osdorp hier op de Osdorperweg uitkwam.
Door de bouw van de Tuinstad Osdorp omstreeks 1960 kwam de behoefte aan een eigen kerk. In eerste instantie werd gekerkt in een noodgebouw aan de Osdorper Ban met de dominee van de naburige Sloterkerk als voorganger. De eerste kerkdienst in het eigen gebouw was op 2 oktober 1964.
Van 16 tot en met 25 oktober 1971 stond een blauwe trammotorwagen (de 873) op het trottoir voor de kerk geparkeerd. Dit naar aanleiding van de de verlegging van tramlijn 1 naar Osdorp en de tentoonstelling die hierover in de kerk werd gehouden.
Naast een kerkzaal bestond de Uitweg uit enkele bijzalen, een typerende grote centrale hal, een pastorie en een kosterswoning. In een van de zalen was onder meer dansschool De Wit gevestigd. Vanaf 9 oktober 1973 werd de gemeente weer samengevoegd met de Sloterkerkgemeente als één gemeente met twee kerken en twee kerkenraden.
Vanaf de 1983 is er een Samen op Weg-proces gestart dat in 1989 uitmondde in een samengaan met de gereformeerde kerk De Opgang die 500 meter oostelijk ook aan Tussen Meer lag. Hieruit is de huidige Protestantse Wijkgemeente Osdorp Sloten voortgekomen.
De Uitweg is in 1989 gesloten en werd in 1991 gesloopt om plaats te maken voor een gebouw met appartementen. In de nieuwbouw werd ook een eetcafé gerealiseerd dat de naam de Uitweg kreeg.
De kerkklok van de Uitweg werd na de sloop overgebracht naar De Opgang en later, na de sloop van De Opgang, naar Kerkcentrum De Nieuwe Stad in Amsterdam-Zuidoost. Uit de Uitweg hebben enkele schilderijen en de gevelsteen een plek gekregen in de nieuwe kerk de Opgang die eind 2010 is opgeleverd.

## Voorgangers
Vanaf 1961 heeft De Uitweg de volgende voorgangers gehad:
- 1961-1973 Ds. A.J. Schneider, die later landelijke bekendheid heeft gekend met het wekelijkse pastorale radiopraatje voor de NCRV: Eerlijk Gezegd.
- 1974-1988 Ds. C.B. Roos, die landelijk bekendheid heeft gekend als voorzitter van de Nederlandse Hervormde Synode.
- 1980-1989 Ds. R.J. Bakker

## Orgel
Het orgel, een positief, gebouwd in 1959 door Dirk Flentrop voor de Goede Herderkerk in Terneuzen, is in 1967 in de Uitweg geplaatst.
Het heeft de volgende dispositie:
- Holpijp 8' b/d
- Prestant 4'
- Gemshoorn 2'
- Sesquialter II
- Mixtuur II-III
- Pedaal (aangehangen)C - d'
- Roerfluit 4' b/d

Na de sluiting van de Uitweg in 1989 is het orgel, na plaatsing in 1992 in de Bonifatiuskerk (Zaandam) en in 1999 (als extra koororgel) in de Noorderkerk (Amsterdam), uiteindelijk in 2011 in de nieuwe Opgang aan Tussen Meer geplaatst.